# ノカルディア科
ノカルディア科（Nocardiaceae）とは放線菌門放線菌綱における科の一つである。偏性好気性、高GC含量、グラム陽性の真性細菌である。一部の種は南極で発見されている。ノカルディア科の細菌は球桿菌状、繊維状、あるいは稀に分解されて柵状の形態を示す。繊維状の種は真菌の菌糸のように枝分かれながら成長する。

## 遺伝学
ノカルディア科について、16S rRNAおよびタンパク質の配列解析に基づいた系統樹が両方とも作成されている。ノカルディア科のconserved signature indelsとconserved signature proteinsの解析から、同科のNocardia属（ノカルディア属）とRhodococcus属（ロドコッカス属）は非常に近縁であることが明らかとなっている 。2012年現在、16S rRNAと化学分類学的マーカーの解析から、Gordonia属（ゴルドニア属）、Skermania属、Williamsia属、Millisia属、およびSmaragdicoccus属をノカルディア科に転籍させることが提案されている。しかし、ノカルディア属、ロドコッカス属、ゴルドニア属の間で共有されているconserved signature indelsとconserved signature proteinsは発見されていない。

## 病原性
ノカルディア科の多くの種は動物に繁殖し、ノカルディア属とロドコッカス属は人間や家畜に感染する恐れがある 。大多数の種はその細胞壁にミコール酸を有しており、抗酸染色で顕微鏡観察すると病原性のマイコバクテリウム属と誤認することがある。

## 環境への影響

### 排水の発泡
ノカルディア属種は下水処理での活性汚泥に微細な泡を発生させる。この発泡は下水処理の効率に悪影響を与える。泡の発生を抑える対策として、界面活性剤の投与がある。

### 炭化水素のバイオレメディエーション
ノカルディア科は、石油成分などに由来する炭化水素を分解する能力を持つ。このため、分解効率と生育能力が高く、環境影響などの問題がない菌株は、石油流出事故などのためのバイオレメディエーションに利用されることが期待されている。

## 歴史
かつてノカルディア科にはMicropolyspora属が存在していたが、1980年にその属の種はノカルディア科のNocardia属（ノカルディア属）、Streptosporangiaceae科のNonomuraea属、Pseudonocardiaceae科のSaccharopolyspora属にそれぞれ転籍した。